# Guerra civile costaricana
La guerra civile costaricana venne combattuta tra il 12 marzo e il 24 aprile 1948 nel territorio della Costa Rica. Il conflitto civile venne causato dalla decisione dell'Assemblea legislativa costaricana, dominata dai sostenitori del presidente Teodoro Picado Michalski, di invalidare il risultato delle elezioni presidenziali svoltesi nel febbraio 1948, sostenendo che la vittoria conseguita dal candidato dell'opposizione Otilio Ulate Blanco era stata ottenuta con l'imbroglio.
La decisione scatenò una rivolta armata contro il governo di Teodoro Picardo sotto la guida di José Figueres Ferrer; nonostante il supporto del confinante Nicaragua, le forze governative vennero rapidamente sconfitte. Dopo la guerra, Figueres Ferrer amministrò il Paese per un anno e mezzo come capo di un governo provvisorio, abolendo le forze armate e istituendo un'assemblea costituzionale che portò all'elaborazione dell'attuale Costituzione della Costa Rica; approvato il testo, il governo provvisorio si sciolse e Otilio Ulate Blanco divenne presidente.